# Richard Verschoor
Richard Verschoor (Benschop, 16 de dezembro de 2000) é um automobilista neerlandês que atualmente compete na Fórmula 2 pela equipe MP Motorsport. Sua estreia na categoria foi em 2021, pela MP Motorsport, e ele teve passagens pelas equipes Charouz, Van Amersfoort e Trident, onde esteve até novembro de 2024. Ele foi campeão da SMP Fórmula 4 e do Campeonato Espanhol de Fórmula 4, ambas em 2016, e do tradicional Grande Prêmio de Macau em 2019, se tornando o primeiro automobilista do seu país a conseguir o feito.

## Biografia
Richard Verschoor é natural de Benschop, cidade da província de Utrecht, situada nos Países Baixos. Seu pai, Kees Verschoor, é fundador e dono de um grupo de empresas de metalurgia e também pilota. Foi por influência dele que Richard começou a correr, especialmente após ganhar um kart aos nove anos.

## Careira

### Cartismo
Verschoor começou no cartismo em 2011. Ele correu em várias categorias nacionais de cartismo nos Países Baixos de 2011 a 2013. Em 2014, ele mudou para as categorias europeias, onde ganhou o Troféu da Academia de Cartismo da CIK-FIA. Ele continuou sendo vitorioso em 2015, quando venceu o Campeonato Alemão de Cartismo. Também em 2015, terminou em sexto e terceiro lugar no Campeonato Mundial e no Europeu da classe KF, respectivamente.

### Fórmula 4
Verschoor mudou para os monopostos em 2016, juntando-se à SMP Fórmula 4. Ele venceu a corrida de abertura da temporada em Sóchi e depois disso tornou-se membro do Red Bull Junior Team. Na sequência, ele teve uma série de dez vitórias consecutivas e levou o título do campeonato com três corridas de antecedência.
Verschoor também disputou o Campeonato Espanhol de Fórmula 4 pela Koiranen GP e MP Motorsport, onde enfrentou um grid com apenas seis carros em tempo integral, mas se superou para ser campeão de forma dominante na penúltima rodada, sendo este o seu segundo título em seu ano de estreia nos monopostos. Ao todo, Verschoor teve dezenove pódios em vinte provas, incluindo dezessete vitórias, e somou 368 pontos, com 122 a mais do que o vice Aleksandr Vartanyan. O neerlandês também teve campanhas de meio período na ADAC Fórmula 4 com a equipe Motopark e na Fórmula 4 Italiana com a Bhaitech Engineering.

### Toyota Racing Series
Em 2017, Verschoor disputou a Toyota Racing Series pela equipe Giles Motorsport. Chegou a liderar parte da temporada, ajudado pelos dois pódios conquistados na primeira rodada, e pelas duas vitórias na segunda rodada. Mas perdeu ritmo ao longo da competição, somando mais um pódio e uma vitória. Assim, Verschoor acabou se contentando com o terceiro lugar, ficando atrás do vice Pedro Piquet por sete pontos e do campeão Thomas Randle por doze pontos, embora o neerlandês tenha sido o melhor estreante da temporada.
Verschoor retornou à TRS em 2018, dessa vez com a M2 Competition. Em uma campanha mais consistente, o neerlandês teve doze pódios em quinze provas, com seis destes sendo vitórias, mas seus números foram insuficientes para tirar o título de Robert Shwartzman, que foi campeão por apenas cinco pontos de vantagem sobre Verschoor.

### Fórmula Renault
Em janeiro de 2017, foi anunciado que Verschoor continuaria competindo com a MP Motorsport e mudaria para a Eurocopa de Fórmula Renault 2.0, juntamente com o novo membro do Red Bull Junior Team Neil Verhagen. Ele conquistou um pódio na penúltima corrida da temporada no Circuito de Barcelona-Catalunha e terminou a temporada na nona colocação.
Em dezembro, o piloto foi retirado do programa de jovens pilotos da Red Bull. No mesmo dia também foi anunciado que ele iria se transferir para a Josef Kaufmann Racing, equipe que havia conquistado os dois últimos títulos da Eurocopa com Lando Norris e Sacha Fenestraz, mas ele saiu após a sexta rodada em Spa-Francorchamps ao receber a chance de correr na GP3. Em sua segunda temporada na Eurocopa, Verschoor teve apenas um pódio e se classificou em 13º lugar, com 34 pontos.

### GP3 Series
Em 22 de agosto de 2018, Roberto Merhi se retirou do Campeonato de Fórmula 2 da FIA, com o francês Dorian Boccolacci indo para esta categoria. Com isso, Verschoor se tornou o substituto de Boccolacci na GP3 Series a partir da rodada de Spa-Francorchamps. Seu melhor resultado foi um terceiro lugar na corrida curta de Sochi, e Verschoor obteve 30 pontos, ficando em 15º no campeonato de pilotos.

### Fórmula 3

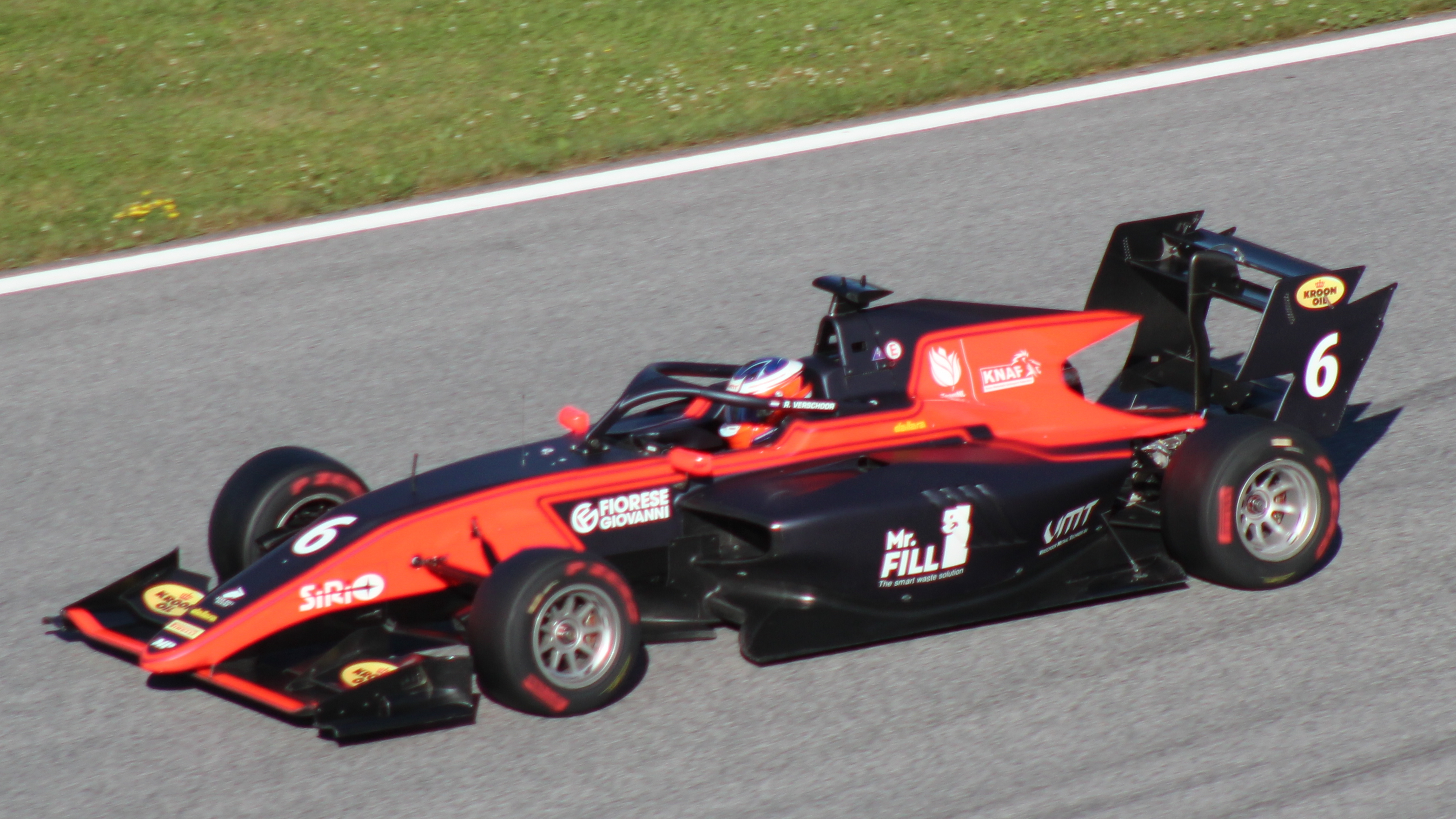
Verschoor no Red Bull Ring em 2019

Em 2019, Verschoor foi contratado pela equipe MP Motorsport para a disputa da temporada inaugural do Campeonato de Fórmula 3 da FIA, tendo como companheiros o neozelandês Liam Lawson e o finlandês Simo Laaksonen. Verschoor conseguiu 34 pontos e encerrou o ano na 13ª colocação, sete pontos atrás de Lawson, o 11º colocado, e 32 pontos à frente de Laaksonen, que só fez dois pontos e ficou em 23º.
Verschoor permaneceu com a equipe para a disputa da temporada de 2020, e teve o compatriota Bent Viscaal e o austríaco Lukas Dunner como novos companheiros de time. Nesse ano, Verschoor fez seu único pódio na F3, com o segundo lugar na corrida 2 da primeira rodada, na Áustria. Ele foi o melhor piloto da MP no ano, ficando em nono lugar, com 69 pontos.

#### Grande Prêmio de Macau

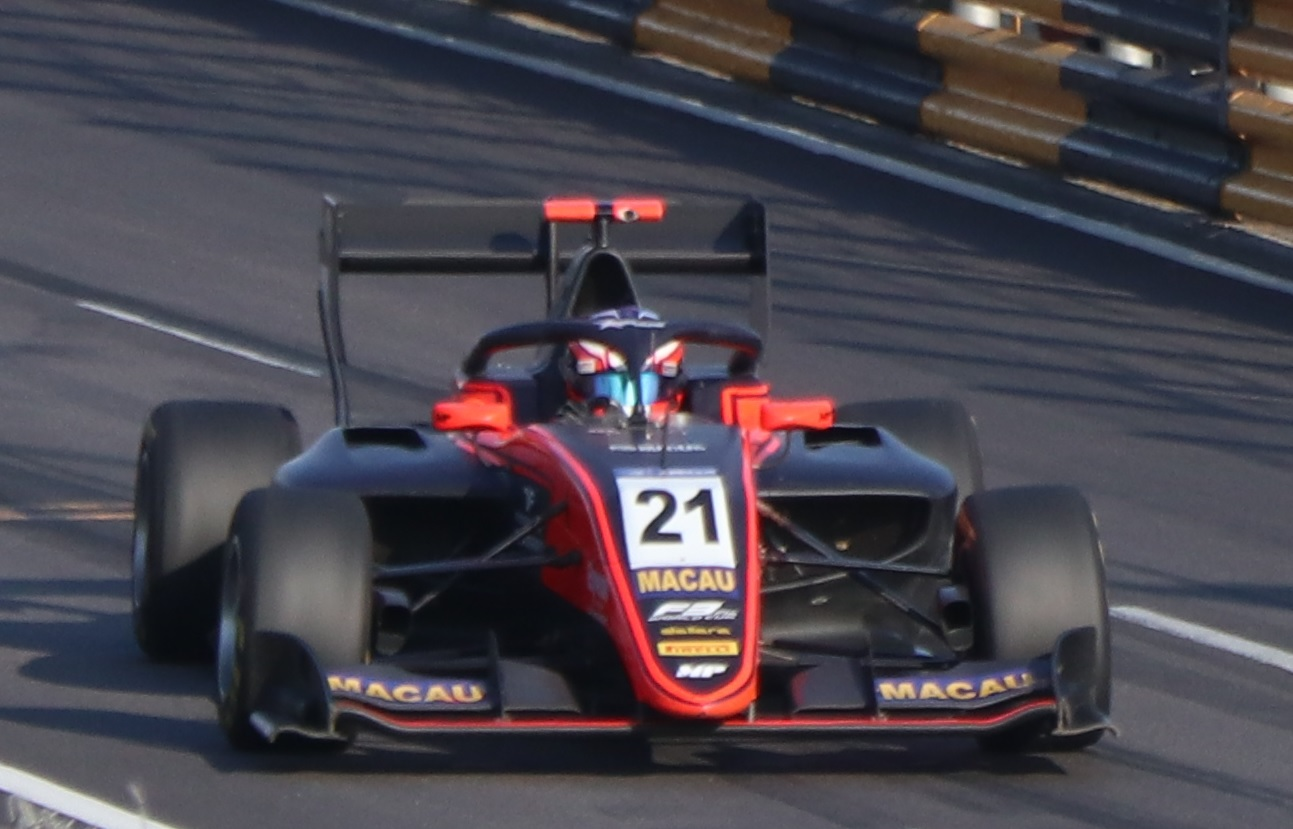
Verschoor no Grande Prêmio de Macau de 2019

Em 2019, Verschoor participou da tradicional prova do Grande Prêmio de Macau pela MP Motorsport. Foi o quinto na classificação, o quarto na corrida classificatória, e após ultrapassar Robert Shwartzman, Christian Lundgaard e Juri Vips, Verschoor assumiu a liderança, controlando a vantagem até o final da prova. Ao vencer o GP de Macau, Verschoor se tornou o primeiro piloto neerlandês a alcançar esse feito, e também foi o primeiro novato a vencer desde Keisuke Kunimoto em 2008.
O neerlandês retornou ao Grande Prêmio de Macau em 2023 pela Trident, sendo o sexto colocado na corrida principal.

### Fórmula 2
Em 23 de março de 2021, Verschoor foi anunciado pela MP Motorsport para a disputa do Campeonato de Fórmula 2 da FIA de 2021, e teve o alemão Lirim Zendeli como seu companheiro. Verschoor teve sua primeira vitória na corrida 2 de Silverstone, e ele superou Zendeli com folga. Porém, no final de novembro de 2021, os dois pilotos foram substituídos, com Clément Novalak assumindo o carro de Zendeli e Jack Doohan assumindo o carro de Verschoor a partir da sétima rodada da temporada, realizada em Gidá. Mas Verschoor retornou na rodada final em Abu Dhabi, sendo chamado pela Charouz Racing System para substituir o piloto Enzo Fittipaldi, que havia sofrido um grave acidente na corrida anterior. Pela Charouz, Verschoor só pontuou na última corrida, e no total, ele acumulou 56 pontos, ficando na 11ª colocação.

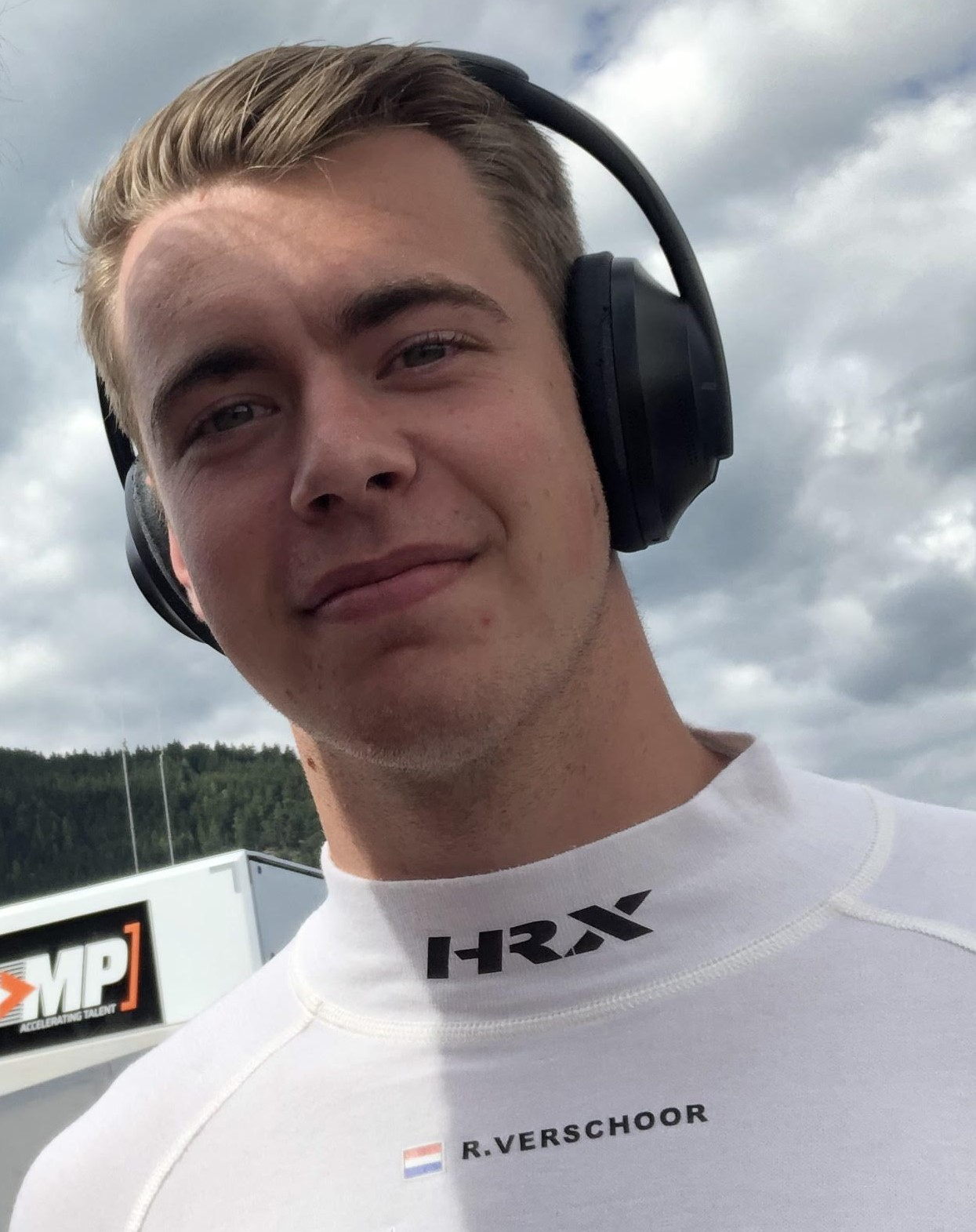
Verschoor em 2022

Em 22 de fevereiro de 2022, foi anunciada a contratação de Verschoor pela equipe Trident para a disputa da temporada de 2022, tendo o australiano Calan Williams ao seu lado por quase todas as rodadas e o barbadiano Zane Maloney na de encerramento, em Abu Dhabi. Sua única vitória no ano foi na corrida que abriu a temporada, a sprint do Barém. Verschoor teve mais três segundos lugares e encerrou o ano com 103 pontos, sendo o 12º no campeonato de pilotos.

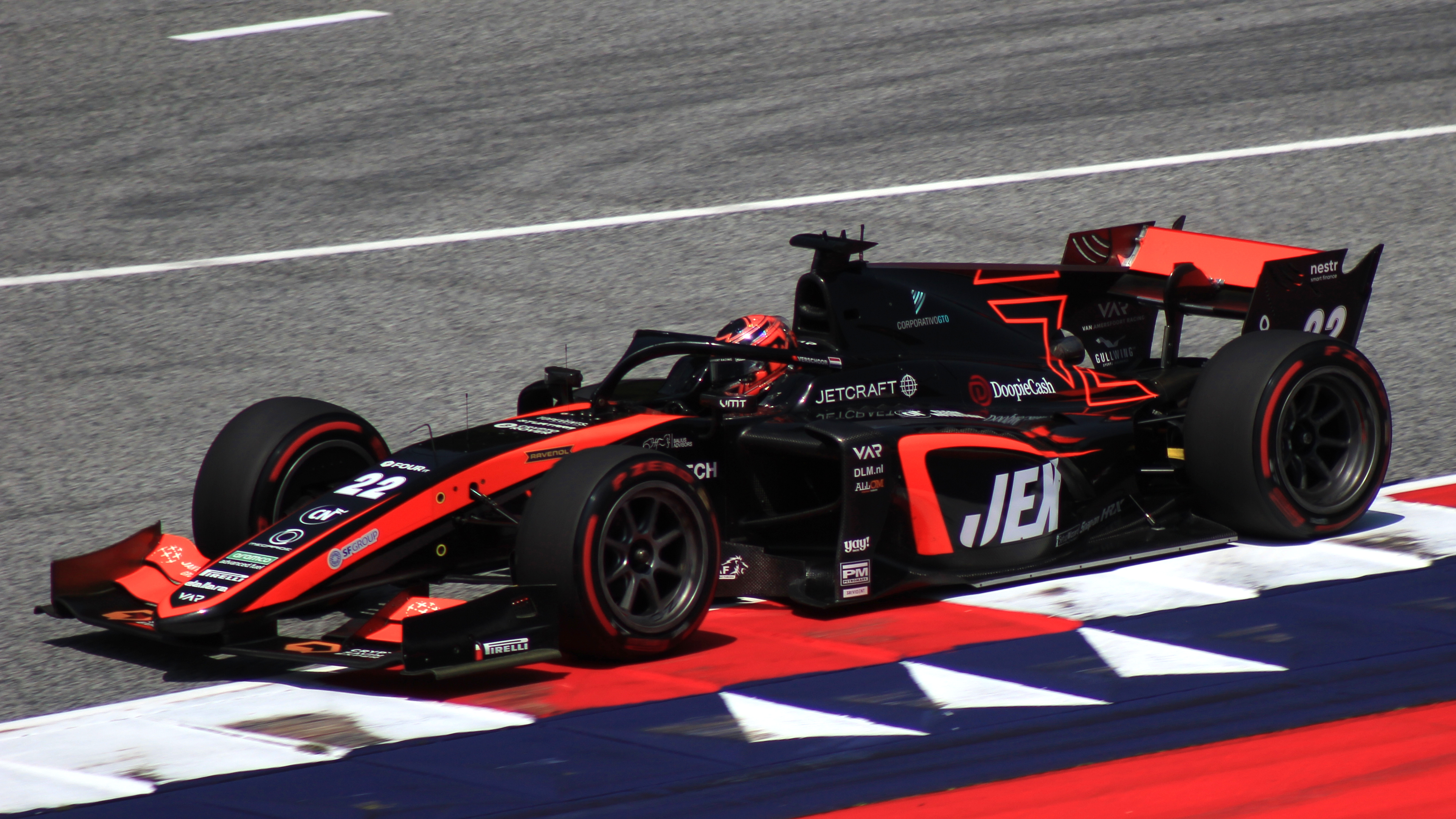
Verschoor guiando o carro da VAR em Spielberg em 2023

Para a disputa da temporada de 2023, ele se transferiu para a equipe Van Amersfoort Racing, tendo como colega de equipe o norte-americano Juan Manuel Correa. O neerlandês venceu na corrida longa em Red Bull Ring, e teve mais dois terceiros lugares, finalizando seu terceiro ano na F2 com 108 pontos, na nona colocação, estando dez posições à frente de Correa, que só conseguiu 13 pontos.

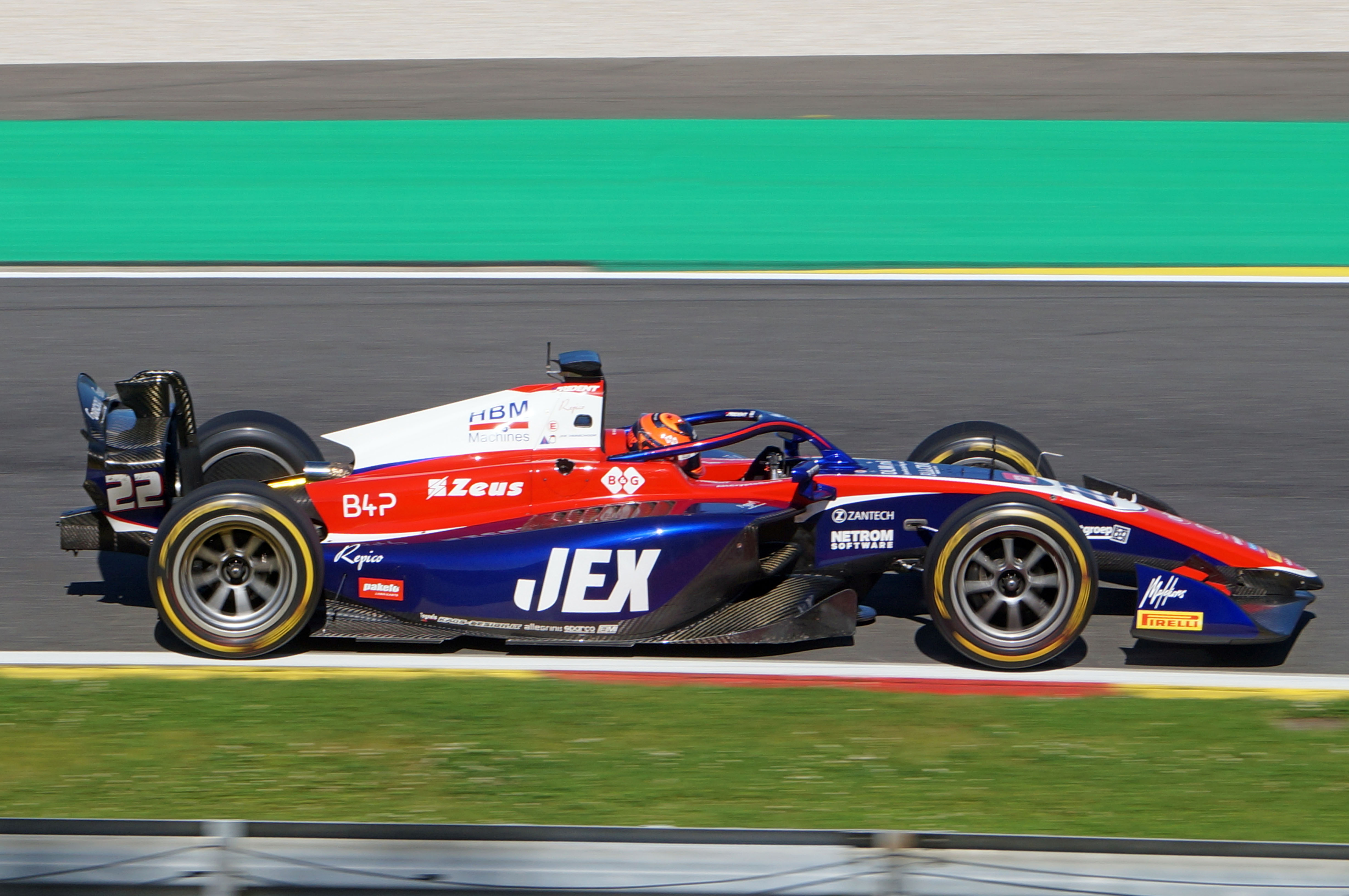
Verschoor pilotando a Trident em Spa-Francorchamps em 2024

Verschoor retornou à equipe Trident para competir sua quarta temporada de Fórmula 2 em 2024. Ele começou o ano ao lado do tcheco Roman Staněk, que foi substituído pelo australiano Christian Mansell na 12ª rodada. Verschoor conseguiu três terceiros lugares e venceu a corrida longa de Bacu, na qual também fez a pole position.
Em 9 de novembro de 2024, foi anunciado que Verschoor retornaria à MP Motorsport para disputar as duas rodadas finais do campeonato no lugar de Dennis Hauger, que antecipou sua saída da categoria. Seu companheiro era o alemão Oliver Goethe, que já tinha entrado duas rodadas antes como substituto de outro titular, Franco Colapinto, que foi promovido à F1. Nas quatro corridas restantes, Verschoor conseguiu mais dois pódios e 106 pontos, resultados que o permitiram ultrapassar Hauger e Colapinto para finalizar a temporada na oitava colocação.
Verschoor também foi confirmado na equipe neerlandesa para a temporada de 2025, repetindo a parceria com Goethe, e almejando o título. Na rodada da Arábia Saudita, Verschoor dominou a corrida curta e foi o primeiro a receber a bandeirada, mas uma punição de cinco segundos por causa de um toque nas primeiras voltas lhe retirou a vitória e o pódio. Contudo, ele usou de estratégia para vencer a corrida principal, superando o pole Jak Crawford nas voltas finais, e assumindo a liderança do campeonato.

### Fórmula 1
Em 2016, após sua vitória inaugural em um monoposto, Verschoor foi um dos quatro a ser adicionado ao programa de jovens pilotos da Red Bull, o Red Bull Junior Team, naquele ano. No entanto, em dezembro de 2017, foi anunciado que Verschoor deixaria de fazer parte deste programa.

## Resultados

### Resumo de carreira
| Temporada | Categoria                                  | Equipe                | Corridas | Vitórias | Poles | V.M.R. | Pódios | Pontos | Pos. |
| --------- | ------------------------------------------ | --------------------- | -------- | -------- | ----- | ------ | ------ | ------ | ---- |
| 2016      | SMP Fórmula 4                              | MP Motorsport         | 20       | 11       | 10    | 9      | 16     | 339    | 1º   |
| 2016      | Fórmula 4 Espanhola                        | MP Motorsport         | 20       | 17       | 9     | 16     | 19     | 387    | 1º   |
| 2016      | V de V Challenge Monoplace                 | MP Motorsport         | 3        | 1        | 3     | 1      | 2      | 0      | NC†  |
| 2016      | ADAC Fórmula 4                             | Motopark              | 6        | 0        | 0     | 0      | 0      | 34     | 15º  |
| 2016      | Fórmula 4 Italiana                         | Bhaitech Engineering  | 3        | 0        | 0     | 0      | 1      | 31     | 21º  |
| 2017      | Eurocopa de Fórmula Renault                | MP Motorsport         | 23       | 0        | 0     | 0      | 1      | 89     | 9º   |
| 2017      | Copa da Europa do Norte de Fórmula Renault | MP Motorsport         | 7        | 1        | 0     | 0      | 3      | 90     | 9º   |
| 2017      | Toyota Racing Series                       | Giles Motorsport      | 15       | 3        | 0     | 2      | 7      | 843    | 3º   |
| 2018      | Eurocopa de Fórmula Renault                | Josef Kaufmann Racing | 12       | 0        | 0     | 0      | 1      | 34     | 13º  |
| 2018      | Copa da Europa do Norte de Fórmula Renault | Josef Kaufmann Racing | 2        | 0        | 0     | 0      | 0      | 0      | NC†  |
| 2018      | GP3 Series                                 | MP Motorsport         | 8        | 0        | 0     | 0      | 1      | 30     | 15º  |
| 2018      | Toyota Racing Series                       | M2 Competition        | 15       | 6        | 4     | 4      | 12     | 911    | 2º   |
| 2019      | Fórmula 3                                  | MP Motorsport         | 16       | 0        | 0     | 1      | 0      | 34     | 13º  |
| 2019      | Grande Prêmio de Macau                     | MP Motorsport         | 1        | 1        | 0     | 0      | 1      | N/A    | 1º   |
| 2020      | Fórmula 3                                  | MP Motorsport         | 18       | 0        | 0     | 0      | 1      | 69     | 9º   |
| 2021      | Fórmula 2                                  | MP Motorsport         | 17       | 1        | 0     | 0      | 1      | 56     | 11º  |
| 2021      | Fórmula 2                                  | Charouz Racing System | 3        | 0        | 0     | 0      | 0      | 56     | 11º  |
| 2022      | Fórmula 2                                  | Trident               | 28       | 1        | 0     | 3      | 4      | 103    | 12º  |
| 2023      | Fórmula 2                                  | Van Amersfoort Racing | 26       | 1        | 0     | 1      | 3      | 108    | 9º   |
| 2023      | Grande Prêmio de Macau                     | Trident Motorsport    | 1        | 0        | 0     | 0      | 0      | N/A    | 6º   |
| 2024      | Fórmula 2                                  | Trident               | 24       | 1        | 2     | 1      | 4      | 106    | 8º   |
| 2024      | Fórmula 2                                  | MP Motorsport         | 4        | 0        | 0     | 2      | 2      | 106    | 8º   |
| 2025      | Fórmula 2                                  | MP Motorsport         | 5        | 1        | 0     | 2      | 2      | 53*    | 1º*  |
| Fonte:    |                                            |                       |          |          |       |        |        |        |      |

† - Piloto convidado, inelegível para pontos.

(*) Temporada em andamento.